# El padre (película)
El padre (en persa: پدر‎, Pedar) es una película del año 1996 del director iraní Majid Majidi. Segundo largometraje del realizador, la cinta ganó diversos premios en festivales internacionales de Sao Paulo, Turín, Fajr (Irán), así como el premio del Jurado en el Festival de Cine de San Sebastián.

## Argumento
Tras la muerte de su padre, Mehrollah, un chico de 14 años, se ve obligado a viajar a la capital a buscar un trabajo. Cuando vuelve a casa meses más tarde, encuentra cambios en su familia: su madre se ha casado con un policía y se han mudado a una casa más grande. Esto enfada profundamente a Mehrollah quien se niega a aceptar la nueva situación.

## Premios
- 1996: Crystal Simorgh, Fajr Film Festival.
- 1996: Premio del Jurado, Festival Internacional de Cine de San Sebastián.
- 1996: Premio C.I.C.A.E., Premio Holden al mejor guion, Premio Especial del Jurado, Festival Internacional de Cine Joven de Turín.
- 1997: Delfín Dorado (Golden Dolphin), Festróia - Festival Internacional de Cinema de Tróia (Setúbal, Portugal)